# Kim Henkel
Kim David Henkel (* 19. Januar 1946 in Virginia) ist ein US-amerikanischer Drehbuchautor, Filmregisseur, Filmproduzent und Schauspieler. Bekannt wurde er als Co-Autor des Filmklassikers Blutgericht in Texas (The Texas Chain Saw Massacre), er war auch an den meisten der späteren Texas Chainsaw-Filme in verschiedenen Funktionen beteiligt.

## Leben und Karriere
Kim Henkel wuchs in Dörfern in Virginia und Texas auf. Er machte 1969 seinen Abschluss an der University of Texas at Austin, wobei er Englisch als Schwerpunkt belegt hatte.
Ebenfalls 1969 wurde der Experimentalfilm Eggshells über mysteriöse Vorkommnisse in einer Hippie-Kommune veröffentlicht, den Henkel und sein Freund, der Regisseur Tobe Hooper, geschrieben hatten. Der Streifen, mit wenigen zehntausend US-Dollar weit fernab von Hollywood gedreht, fand allerdings zur Enttäuschung der beiden keinen Verleih. Nach dem Erfolg von George A. Romeros Low-Budget-Horrorfilm Die Nacht der lebenden Toten bekamen Henkel und Hooper die Idee, einen ähnlichen Stoff zu inszenieren und mit diesem endlich breitere Aufmerksamkeit zu erlangen. Sie schrieben Blutgericht in Texas (The Texas Chain Saw Massacre) und gründeten für die sich mühsam gestaltende Finanzierung eine Produktionsfirma namens Vortex, bei der Henkel Präsident und Hooper Vizepräsident war. Nach seiner Veröffentlichung 1974 wurde Texas Chain Saw Massacre zu einem weltweit bekannten und für das Horrorgenre sehr einflussreichen Film. Hooper und Henkel erhielten einen Drei-Filme-Vertrag sowie ein Büro in den Universal Studios in Hollywood, realisieren konnten sie aber nur den mäßig erfolgreichen Eaten Alive von 1977.
Desillusioniert zog sich Henkel nach Vertragsende (im Gegensatz zu Hooper) nach Texas zurück, wo er den Indiefilm Last Night at the Alamo (1983) schrieb. Der Schwarzweißfilm über eine vor dem Abriss stehende Bar, deren Stammgäste sich noch einmal versammeln, gilt als geglückt, fand aber bis heute nur ein kleines Publikum. In den 1990er-Jahren konnte der Filmproduzent Robert Kuhn Henkel zu einer Rückkehr ins Filmgeschäft mit dem Filmprojekt Texas Chainsaw Massacre – Die Rückkehr (1995) bewegen, einer Fortsetzung von Texas Chain Saw Massacre. Bei dieser führte Henkel neben seiner Tätigkeit als Drehbuchautor auch das erste und einzige Mal Regie. Die Kritiken für den Film fielen gemischt aus, an den Kinokassen fiel er durch. Bei nachfolgenden Filmen aus dem Texas Chainsaw Massacre-Universum ist Henkel bis in die Gegenwart als Produzent beteiligt.
Henkel unterrichtete viele Jahre Drehbuch, Produktion und Filmschnitt an der Rice University in Houston sowie an der Texas A&M University in Corpus Christi. 2012 schrieb er den Film Butcher Boys, bei dem zwei seiner ehemaligen Studenten die Regie führten und an dem mit Marilyn Burns, Edwin Neal und Teri McMinn auch bekannte Gesichter aus Texas Chain Saw Massacre mitwirkten. Butcher Boys sei insofern eine geistige Fortsetzung von Texas Chain Saw Massacre, als dass beide eine Familie zeigten, deren Lebensweise durch den technischen Fortschritt bedroht wird und die darauf mit Gewalt reagieren würden.

## Filmografie (Auswahl)
- 1969: Eggshells – als Drehbuchautor und Schauspieler
- 1974: Blutgericht in Texas (The Texas Chain Saw Massacre) – als Drehbuchautor
- 1977: Blutrausch (Eaten Alive) – als Drehbuchautor
- 1983: Last Night at the Alamo – als Drehbuchautor, Schauspieler und Filmeditor
- 1995: Texas Chainsaw Massacre – Die Rückkehr (The Return of the Texas Chainsaw Massacre) – als Regisseur, Drehbuchautor und Produzent
- 2003: Michael Bay’s Texas Chainsaw Massacre (The Texas Chainsaw Massacre) – als Co-Produzent
- 2006: Texas Chainsaw Massacre: The Beginning – als Produzent
- 2008: The Wild Man of the Navidad – als Produzent und Schauspieler
- 2012: Butcher Boys – als Drehbuchautor und Produzent
- 2013: Texas Chainsaw 3D – als Executive Producer
- 2016: Found Footage 3D – als Produzent
- 2017: Leatherface – als Executive Producer
- 2022: Texas Chainsaw Massacre – als Produzent